# Ekonomika Izraele
Ekonomika Státu Izrael je vysoce vyspělá, volná a tržní, založená především na znalostech. Izrael je na 22. místě ve zprávě indexu lidského rozvoje OSN, který jej řadí do kategorie vysoce rozvinutých, což zemi umožňuje vyšší životní úroveň než v mnohých západních zemích. Prosperita ekonomiky umožňuje zemi mít propracovaný sociální stát, moderní infrastrukturu a high tech odvětví schopné konkurovat Silicon Valley.  Izrael má po USA druhý největší počet začínajících společností na světě a třetí největší počet společností kótovaných na burze NASDAQ po USA a Číně. Intel, Microsoft, a Applevybudovali své první zámořské výzkumné a vývojové pracoviště právě v Izraeli. Další high tech nadnárodní korporace, jako jsou IBM, Google, HP, Cisco Systems, Facebook a Motorola otevřely v zemi centra pro výzkum a vývoj.
Hlavními hospodářskými odvětvími země jsou špičkové technologie a průmyslová výroba. Izrael je jedním ze světových center pro broušení a leštění diamantů, což představuje 23,2% veškerého vývozu. Izrael je relativně chudý na přírodní zdroje a je závislý na dovozu ropy, surovin, pšenice, motorových vozidel, neřezaných diamantů. Ačkoli je země téměř úplně závislá na dovozu energie může v budoucnu změnit díky nedávno objeveným zásobám zemního plynu a solární.
Kvalitní univerzitní vzdělání a vytvoření vysoce motivovaného a vzdělaného obyvatelstva je do značné míry odpovědné za zahájení boomu špičkových technologií v zemi. Vyspělá ekonomika pomohla zemi přílivu hodnotově orientovaného zboží a vzestupu služeb, což zemi umožnilo vytvořit velkou síť technologicky vyspělých společností po celé zemi finančně podpořenou silným odvětvím rizikového kapitálu. Ústředním uzlem izraelských špičkových technologií je Silicon Wadi řazené na druhé místo hned po Silicon Valley v USA. Mnoho izraelských společností je oslovováno světovými korporacemi pro jejich kvalifikovaný firemní personál. Díky tak působivým výsledkům v oblasti vytváření technologií zaměřených na zisk se Izrael stal první volbou pro mnoho předních světových podnikatelů, investorů a průmyslových gigantů. Ekonomická dynamika Izraele přitahovala pozornost mezinárodních obchodních lídrů, jako např.: zakladatele společnosti Microsoft Billa Gatese, investora Warrena Buffetta, amerického prezidenta Donalda Trumpa nebo telekomunikačního giganta Carlose Slima. Každý podnikatel ocenil izraelskou ekonomiku a investoval velké množství peněz do izraelských průmyslových odvětví nad rámec svých tradičních obchodních aktivit a investic v domovských zemích.
V září 2010 byl Izrael pozván ke vstupu do OECD. Izrael rovněž podepsal dohody o volném obchodu s Evropskou unií, Spojenými státy, Evropským sdružením volného obchodu, Tureckem, Mexikem, Kanadou, Ukrajinou, Jordánskem, Egyptem. 18. prosince 2007 se stal první zemí mimo Latinskou Ameriku, která podepsala dohodu o volném obchodu s obchodním blokem Mercosur. Izrael je také významnou turistickou destinací, v roce 2017 jej navštívilo 3,6 milionu zahraničních turistů.

## Ekonomické indikátory
Hlavní ekonomické indikátory Izraele k 12. únoru 2009:
- HDP: 185,714 miliard šekelů (3. čtvrtletí 2008)
- objem exportu: 3,177 miliard amerických dolarů
- objem importu: 3,411 miliard amerických dolarů
- průměrný měsíční příjem: 7790 šekelů (11/2008)
- nezaměstnanost: 5,9 % (3. čtvrtletí 2008)

## Export a import
Mezi hlavní exportní komodity patří broušené diamanty, hi-tech vybavení, software, chemikálie, textilie a zemědělské produkty (ovoce a zelenina). K roku 2007 byli hlavními exportními partnery Izraele Spojené státy (35 % exportu), Belgie (7,5 %) a Hongkong (5,8 %). Mezi hlavní komodity importu patří surové suroviny, vojenské vybavení, investiční zboží, surové diamanty, paliva, obilí a spotřební zboží. K roku 2007 byli hlavními importními partnery Izraele Spojené státy (13,9 %), Belgie (7,9 %), Německo (6,2 %), Čína (6,1 %), Švýcarsko (5,1 %), Spojené království (4,7 %) a Itálie (4,1 %).

## Průmyslová výroba

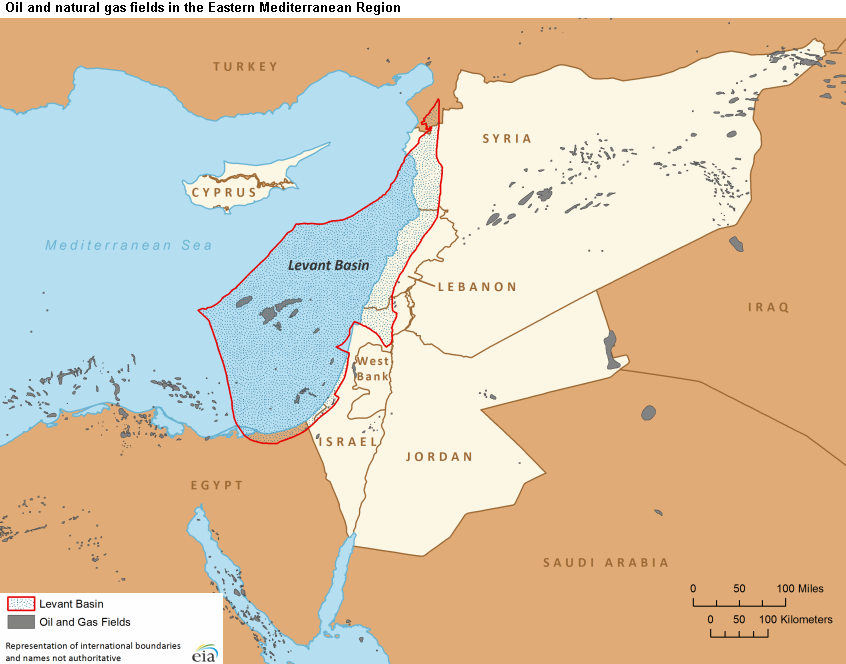
Známá pole ropy a zemního plynu v Levantském moři (US EIA)

Izrael má velkou průmyslovou kapacitu s dobře rozvinutým chemickým průmyslem. Velká část jeho výroby je cílená na exportní trh. Většina chemických továren se nachází v Ramat Hovav v Haifském zálivu blízko Mrtvého moře. Israel Chemicals je jedna z největších izraelských firem specializujících se na výrobu hnojiv a chemikálií, jejich dceřiná společnost Dead Sea Works je čtvrtou největší firmou vyrábějící potašové výrobky na světě. Společnost také produkuje například chlorid hořečnatý, průmyslové soli, koupelové a kuchyňské soli a materiály pro kosmetický průmysl. Jedním z největších izraelských zaměstnavatelů je společnost Israel Aerospace Industries, která se zaměřuje hlavně na letecký a vojenský průmysl a na vesmírné programy. V roce 2017 uvedla firma hodnotu jejich objednávek 11,4 mld. amerických dolarů. Dalším velkým zaměstnavatelem je Teva Pharmaceutical Industries, jedna z největších farmaceutických firem na světě, která v roce 2011 zaměstnávala kolem 40 000 lidí. Specializuje se na generické léky, patentovaná léčiva a aktivní farmaceutické suroviny. Důležitou součástí průmyslu je také výroba kovů, elektrických zařízení, stavebních materiálů, spotřebního zboží a textilu.
Izrael je společně s Indií a Belgií jedno ze tří světových center pro zpracování leštěných diamantů. Následkem poklesu hodnoty exportu leštěných diamantů v roce 2011 poklesl čistý vývoz leštěných diamantů v roce 2012 o 22,8 %. Čistý export surových diamantů poklesl o 20,1 % na hodnotu 2,8 mld. amerických dolarů a čistý export leštěných diamantů poklesl o 24,9 % na hodnotu 4,3 mld. amerických dolarů. Čistý dovoz surových diamantů poklesl o 12,9 % na hodnotu 3,8 mld. amerických dolaru. Čistý vývoz a dovoz se tehdy propadly kvůli Velké recesi, hlavně v oblasti Eurozóny a Spojených států amerických. Od roku 2016 jsou broušené diamanty největším izraelským exportním produktem, tvoří 23,2 % celkového exportu země.

## Finanční služby

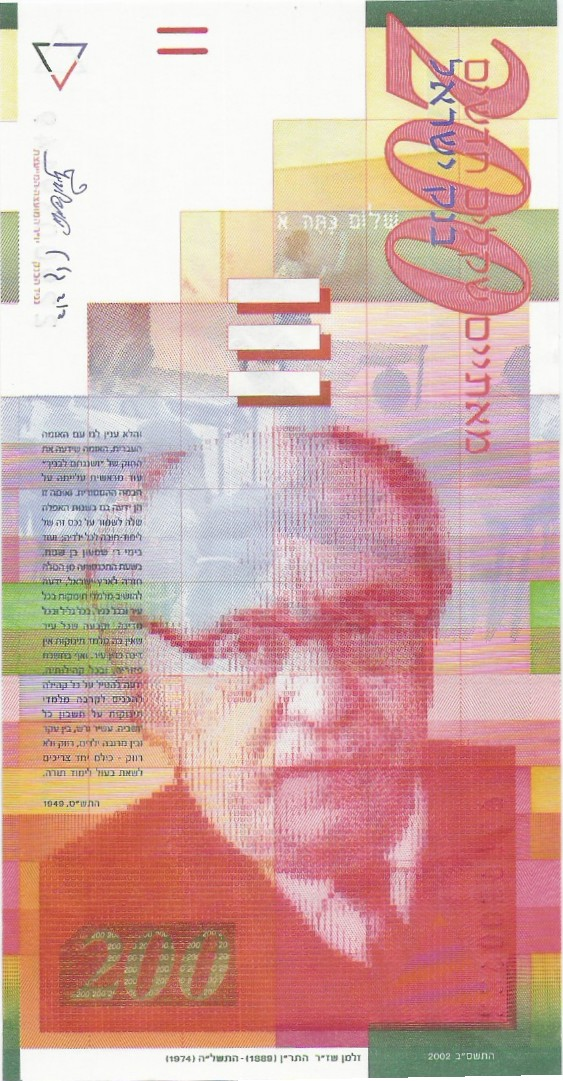
200 šekelová bankovka

Bankovní sektor vznikal od počátku 20. století. V 50. letech vznikla Banka Izraele jako centrální banka. V 80. letech 20. století prošel bankovní sektor krizí. Sektoru komerčních bank dominují Banka Le'umi, Banka ha-Po'alim, Israel Discount Bank, Banka Mizrachi-Tfachot a First International Bank of Israel.
Izrael má v celé zemi více než 100 aktivních fondů rizikového kapitálu, které spravují přes 10 miliard dolarů. V roce 2004 mezinárodní zahraniční fondy z různých zemí po celém světě svěřily více než 50 % z celkových investovaných dolarů do Izraele, což ukazuje dobrou pověst této země a je mezinárodně vyhledávaná pro zahraniční investice mnohých zemí. Izraelský sektor rizikového kapitálu se prudce vyvinul od začátku 90. let a má přibližně 70 aktivních fondů rizikového kapitálu, z nichž 14 má pobočky v Izraeli. Izraelský prosperující rizikový kapitál a různé podnikatelské inkubátory hrají důležitou roli ve financování vzkvétajících odvětví špičkových technologií. V roce 2008 investice do rizikového kapitálu v Izraeli vzrostly o 19 % na 1,9 miliardy dolarů.
Mezi lety 1991 a 2000 vzrostly izraelské roční výdaje rizikových kapitálů téměř šedesátkrát z 58 milionů dolarů na 3,3 miliardy dolarů (většina z nich byla v soukromém vlastnictví), počet společností založených pomocí fondů rizikového kapitálu vzrostl ze 100 na 800 a výnosy z izraelských informačních technologií vzrostly z 1,6 miliardy dolarů na 12,5 miliardy dolarů. Od roku 1999 se Izrael umístil hned na druhém místě za USA v oblasti investovaného soukromého kapitálu jako podíl na HDP. Izrael byl na prvním místě v růstu špičkových technologií.
Prosperující sektor izraelského rizikového kapitálu hrál důležitou roli ve financování a podporování začínajících úspěšných podniků, které se zaměřovaly na vývoj špičkových technologií. Země se nyní hemží stovkami prosperujících izraelských společností zabývajících se soukromým a rizikovým kapitálem, které chtějí investovat do dalších potenciálních milionových nebo miliardových startupů. Mnoho izraelských společností s rizikovým kapitálem disponuje miliardami dolarů, které se snaží investovat do domácích izraelských společností, aby vytvářeli další prostředky v zemi. Finanční krize v letech 2007-2008 zasáhla i sektor rizikového kapitálu. V roce 2009 proběhlo na izraelském trhu 63 fúzí a akvizicí v celkové výši 2,54 miliard dolarů, což bylo o 7 % méně oproti roku 2008 (2,74 miliardy dolarů), kdy bylo 82 izraelských společností spojeno nebo zahrnuto do procesu akvizice, a oproti roku 2007 (3,79 miliard dolarů) to bylo o 33 % méně, kdy bylo spojeno nebo zahrnuto do procesu akvizice 87 společností. Velký počet izraelských společností, které se zabývají špičkovými technologiemi, byl připojen k nadnárodním korporacím právě díky jejich spolehlivému managementu a kvalitnímu personálu. Kromě fondů rizikového kapitálu má v Izraeli silné zastoupení také mnoho předních světových investičních bank, penzijních fondů a pojišťovacích společností, které se zavázaly k finančnímu podpoření izraelských technologicky vyspělých firem a které těží z jejich prosperujícího odvětví špičkových technologií. Mezi tyto institucionální investory patří Goldman Sachs, Bear Stearns, Deutsche Bank, JP Morgan, Credit Suisse First Boston, Merrill Lynch, CalPERS, Ontario Teachers Pension Plan a AIG.
Izrael má též malý, ale rychle rostoucí sektor hedge fondů. Během pěti let se mezi lety 2007 a 2012 počet hedge fondů zdvojnásobil na 60 a zároveň se celková hodnota aktiv, které fondy ovládají, zčtyřnásobila. Izraelské hedge fondy zaznamenaly od roku 2006 nárůst o 162 % a v současné době disponují celkem více než 2 miliardami dolarů a zaměstnávají okolo 300 lidí. Stále rostoucí odvětví hedge fondů v Izraeli přitahuje také nesčetné množství investorů z celého světa, zejména ze Spojených států.

## High-tech sektor

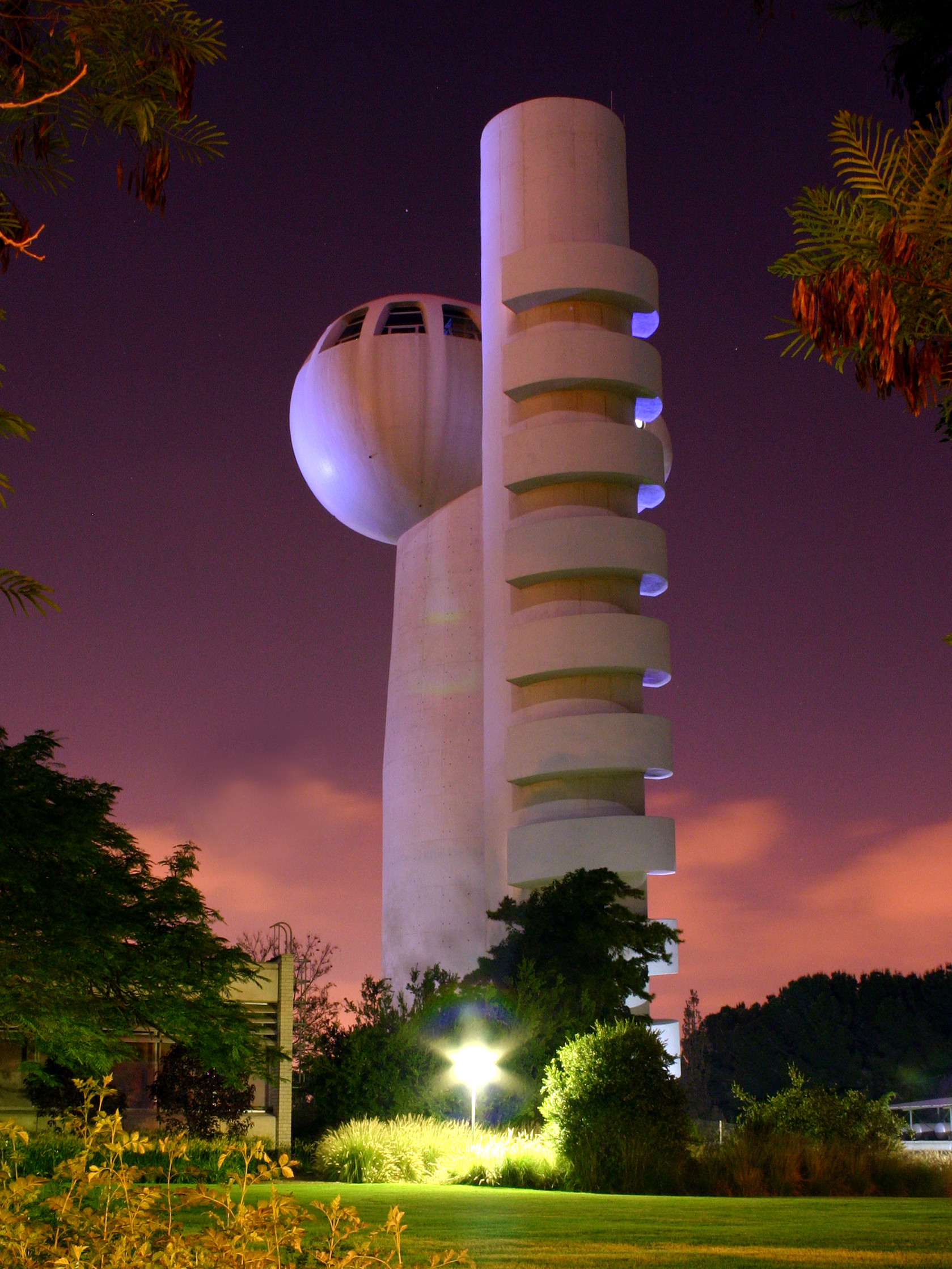
Weizmannův institut věd, Rechovot

Věda a technologie jsou jedny z nejvíce rozvinutých a vyspělých odvětví v Izraeli. Moderní izraelský ekosystém v high-tech sektoru je vysoce optimalizovaný a tvoří významnou část ekonomiky státu. Procento Izraelců zapojených do vědecko-technologického výzkumu a částka vynaložená na výzkum a vývoj v poměru k hrubému domácímu produktu (HDP) patří k nejvyšším na světě. Izrael zaujímá ve vědecké činnosti čtvrté místo na světě, přičemž je vědecká činnost měřena počtem vědeckých publikací na milion občanů. Navzdory nízkém počtu obyvatel ve srovnání s jinými průmyslově vyspělými zeměmi po celém světě má Izrael nejvyšší počet vědců a techniků na obyvatele na světě se 140 vědci a techniky na 10 000 zaměstnanců. Pro srovnání ve Spojených státech je to 85 vědců a techniků na 10 000 zaměstnanců a v Japonsku 83 na 10 000.
Vědci, inženýři a technici v Izraeli přispěli k modernizaci přírodních věd, zemědělských věd, počítačových věd, elektroniky, genetiky, medicíny, optiky, solární energie a různých oborů strojírenství. Izrael je domovem hlavních korporátních aktérů v high-tech průmyslu a má jednu z technologicky nejgramotnějších populací na světě. V roce 1998 byl Tel Aviv jmenován časopisem Newsweek jako jedno z deseti technologicky nejvlivnějších měst na světě. V roce 2012 bylo město také jmenováno jedním z nejlepších míst pro začínající high-tech společnosti, kdy se umístilo na druhém místě za Kalifornií. V roce 2013 označil Boston Globe Tel Aviv za druhé nejlepší místo pro zakládání podniků. V Izraeli vzniká po Spojených státech nejvíce společností a je jedním z největších center pro začínající podniky v oblasti technologií. Za rok vznikne 200 společností. V zemi působí přes 2 500 start-upových společností.
V důsledku vysoce proslulé a kreativní start-upové kultury země je Izrael často označován jako Start-up Nation (převzato z knihy Start-Up Nation od Dana Senora a Saula Singera) a „Silicon Valley na Středním východě“. Existuje dokonce řada programů, které posílají lidi do Izraele, aby prozkoumali ekonomiku „Start-Up Nation“ (například TAVtech Ventures a TAMID Group).Tento úspěch někteří přisuzovali IDF a jeho rozvoji talentů, které pak po dokončení pohánějí high-tech průmysl, ale podnikatel Inbal Arieli ve své práci naznačuje, že charakteristiky vlastní izraelské kultuře a způsob výchovy izraelských dětí hrají také významnou roli.
V posledních letech čelilo toto odvětví některým výzvám a další růst tohoto odvětví závisí na jejich překonání. High-tech sektor a poptávka po technologických talentech v posledních letech roste. Na trhu není dostatek odborníků a zejména 15 % pozic v izraelském high-tech sektoru zůstává neobsazeno. Největší počet neobsazených pozic (31 %) je však ve specializacích softwarového inženýrství: DevOps, back-end, datová věda, strojové učení a umělá inteligence. Proto se také významně zvýšily platy specialistů na izraelském trhu. K vyřešení tohoto problému hledají IT společnosti vyplnění mezer v zahraničí. V důsledku toho zaměstnávají asi 25 % zámořských specialistů. Většina společností se rozhodla najmout zaměstnance z Ukrajiny (45 %) a Spojených států amerických s 16 procenty, která jsou druhou nejoblíbenější cílovou zemí offshoringu. Aby mohl průmysl dále růst, měla by Izrael vyřešit problém s nedostatkem pracovních sil. Izraelská rada pro vysokoškolské vzdělávání ve skutečnosti již zahájila pětiletý program, jehož cílem je zvýšit počet absolventů počítačových věd a inženýrských programů o 40 %.